# Chyrlec
Chyrlec (bułg. Хърлец) – wieś w Bułgarii, w obwodzie Wraca, w gminie Kozłoduj. Według danych szacunkowych Ujednoliconego Systemu Ewidencji Ludności oraz Usług Administracyjnych dla Ludności, 15 września 2023 roku miejscowość liczyła 1909 mieszkańców.

## Religia
Populacja składa się w całości z chrześcijan. W 1884 roku ukończono budowę cerkwi Zaśnięcia Maryi Panny. Znajdujący się w nim obraz jest dziełem mistrza debyrskiego Wełka Iliewa.

## Osoby związane z miejscowością

### Urodzeni
- Antonij Prowatski (1915–2002) – bułgarski duchowny